# Ильинская (Великоустюгский район)
Ильинская — деревня в Великоустюгском районе Вологодской области.
Входит в состав Юдинского сельского поселения, с точки зрения административно-территориального деления — в Юдинский сельсовет.
Расстояние по автодороге до районного центра Великого Устюга — 20 км, до центра муниципального образования Юдино — 21 км. Ближайшие населённые пункты — Холм, Езекиево, Олбово.
По данным переписи в 2002 году постоянного населения не было.